# Arlene Dahl
Arlene Carol Dahl (Minneapolis, Minnesota, 11 d'agost de 1925 – Nova York, 29 de novembre de 2021) va ser una actriu i empresària estatunidenca. La seva carrera artística va ser més intensa a la darreria de la dècada del 1940. Fou una de les darreres estrelles en vida de l'era clàssica del cinema hollywoodià.
També va ser autora i empresària, fundant dues companyies, l'Arlene Dahl Enterprises i Dahlia, una companyia especialitzada en perfums.
Dahl va tenir tres fills; l'actor Lorenzo Lamas és el més gran i més famós que tingué amb el també actor Fernando Lamas.